# 52-я танковая бригада
52-я танковая бригада — танковая бригада РККА времён Великой Отечественной войны.

## История формирования
52-я танковая бригада начала формироваться 21 декабря 1941 года в Тбилиси. Основными кадрами для формирования бригады являлись кадры 21-го запасного танкового полка, 28-й запасной стрелковой бригады, 21-й истребительной авиашколы и 18-го запасного транспортного полка..
Осенью 1942 года бригада участвовала в оборонительных боях битвы за Кавказ, включая Моздок-Малгобекскую оборонительную операцию.
Успешно действовала в Северо-Кавказской наступательной операции, в ходе которой 5 января 1943 года освободила город Прохладный, а 11—12 января — город Минеральные Воды (совместно с другими частями).
За отличия в этой операции 7 февраля 1943 года бригада удостоена гвардейского звания и преобразована в 34-ю гвардейскую танковую бригаду.

## Командный состав бригады

### Командиры бригады
- полковник Родин Георгий Семёнович — 28 декабря 1941 — 28 июня 1942 года[1]
- полковник Чернов, Иван Арсентьевич — 2 августа — 9 сентября 1942 года (отстранён от командования)[1]
- майор, с 29 октября 1942 года — подполковник, с 19 января 1943 года — полковник Филиппов Владимир Иванович 9 сентября 1942 — 7 февраля 1943 года

## Подчинение
| 01.01.1942 года | Закавказский военный округ                 |            |
| 01.02.1942 года | Закавказский военный округ                 |            |
| 01.06.1942 года | Закавказский фронт                         |            |
| 01.09.1942 года | Заказказский фронт (Северная группа войск) |            |
| 01.10.1942 года | Заказказский фронт (Северная группа войск) | 9-я армия  |
| 01.11.1942 года | Заказказский фронт (Северная группа войск) |            |
| 01.12.1942 года | Заказказский фронт (Северная группа войск) | 9-я армия  |
| 01.01.1943 года | Заказказский фронт (Северная группа войск) | 58-я армия |
| 01.02.1943 года | Северо-Кавказский фронт                    |            |

## Награды и наименования
| Награда, наименование  | Документ о награждении | За что получена |
| ---------------------- | --- | --- |
| Орден Красного Знамени | Указ Президиума Верховного Совета СССР «О награждении орденами войсковых частей и соединений Красной Армии» от 13 декабря 1942 года | За образцовое выполнение боевых заданий командования на фронте борьбы с немецкими захватчиками и проявленные при этом доблесть и мужество |

## Герои Советского Союза
- Петров Владимир Яковлевич, старший лейтенант, командир роты 256-го танкового батальона.